# В квадрате 45
«В квадра́те 45» — советский художественный фильм, снятый в 1955 году режиссёром Юрием Вышинским.
Фильм занял 18 строчку кинопроката СССР 1956 года, его посмотрели 25 600 000 зрителей.

## Сюжет
Неподалёку от границы расположилась база авиации. Её главные задачи — оказание помощи пограничникам, охрана лесов от пожаров и прочих стихийных бедствий.
Однажды в лесу случился пожар. Команда пожарных-парашютистов вылетела на самолёте Ан-2 на тушение пожара. Новичок Валентин Волгин проявил свою нерешительность и запоздал с прыжком.
После этого Волгин стал очень болезненно переживать свою первую неудачу. Он стал избегать взглядов своего инструктора, Ирины Алеевой. Но когда команда пожарных-парашютистов получила задание по оказанию помощи пограничникам, Волгин после погони по горящему лесу помог задержать опасного диверсанта.

## В ролях
- Всеволод Платов — Валентин Волгин, парашютист-пожарный
- Маргарита Лифанова — Ирина Алеева, инструктор по прыжкам с парашютом
- Владимир Гуляев — Алексей Рыжов, командир пожарных
- Иван Кузнецов — Иван Николаевич Лещук, начальник авиабазы
- Николай Хрящиков — Григорий Филиппович Федотов, лесник
- Валентин Брылеев — Пепелов, радист
- Михаил Майоров — Щербаков, полковник контрразведки Комитета государственной безопасности
- Борис Битюков — Борис Валентинович Яковлев, майор контрразведки
- Татьяна Забродина — Грищенко, капитан контрразведки, она же возница «Настасья»
- Иван Соловьёв — Румянцев, майор контрразведки, он же «Слепой»
- Владимир Зельдин — Борис Николаевич Шмелёв, диверсант, он же Потапов-Ивин, он же Клязин, изменник Родины
- Иван Воронов — диверсант
- Александр Полинский — полковник иностранной разведки
- Николай Сморчков — молодой диверсант
- Павел Винник — дежурный пожарный, принявший сигнал о пожаре
- Степан Борисов — оперативный работник

## Критика
Фильм получил обвинения критиков в ремесленичестве и банальности сюжета; отмечалась слабая фабула, которая не раскрывает характеров героев:

В слабом приключенческом фильме «В квадрате 45» Волгин и Ирина влюблены друг в друга и без конца ссорятся . Волгин из-за «сложных» душевных переживаний дважды неверно прыгает с парашютом . Но все это мало интересно, так как взаимоотношения героев не имеют отношения к участию Ирины и Волгина в основных событиях и не получают дальнейшего развития. А все попытки авторов «усилить психологическое звучание» путём осложнения личных взаимоотношений героев или раскрытия характеров в бытовых сценах только нарушают ясность изложения, ослабляют в фильме напряженность, динамику и свидетельствуют о пренебрежении авторов к структуре приключения .— В. Колодяжная — Сюжет и фабула советского приключенческого фильма // «Учёные записки» ВГИКа. — М.: Искусство, 1959 — . Вып. 1.

Тусклой и невыразительной получилась картина «В квадрате 45», снятая по сценарию молодого драматурга Э. Брагинского. Здесь жизнь подменяется схемой, герои кажутся сфабрикованными из папье-маше. А ведь Брагинский способный человек может и должен работать лучше, создавать сценарии свежие, оригинальные и современные.— журнал «Искусство кино», 1959 год
Критика была неумолима даже несмотря на успех фильма у зрителей и его лидерстве в кинопрокате, объясняя это её жанром:

Мы делаем необычайно мало детективов, и поэтому какая-нибудь дрянная картина вроде «В квадрате 45» имеет великолепный успех у зрителя, особенно молодого.— М. И. Ромм — О профессии кинорежиссера и месте кинематографа в современном мире. — М.: ВГИК, 1991. — 138 с. — с. 62
При этом от фильма многое ожидали — режиссёр-дебютант Юрий Вышинский, недавний многообещающий выпускник ВГИКа, первый со своего курса получил самостоятельную постановку, ему и тоже дебютанту сценаристу Эмилю Брагинскому, доверили ответственную тему, а после разгромной критики своего дебюта, не снимал полнометражные фильмы следующие десять лет, работая в дубляже:

То ли сценарий был посредственным, то ли не хватило профессионализма, но фильм стал его первой неудачей. Потом Ю. Вышинский рассорился с новым руководством студии и оказался в длительном простое.— Наше родное кино / Ю. А. Закревский. - М. : ИТРК, 2004. - 206 с.